# The End of the Romance
Pour plus de détails, voir Fiche technique et Distribution.
The End of the Romance est un film muet américain réalisé par Frank Montgomery et sorti en 1912.

## Fiche technique
- Titre : The End of the Romance
- Réalisation : Frank Montgomery
- Scénario : Emmett C. Hall
- Photographie :
- Montage :
- Producteur : William Selig
- Société de production : Selig Polyscope Company
- Société de distribution : Selig Polyscope Company
- Pays d'origine :  États-Unis
- Langue : film muet avec les intertitres en anglais
- Métrage : 300 mètres
- Format : Noir et blanc — 35 mm — 1,33:1 — Muet
- Genre : Film dramatique
- Durée : 10 minutes
- Dates de sortie : 
  -  États-Unis : 16 avril 1912

## Distribution
- Hobart Bosworth : John Strong
- Nick Cogley : le juge Gray
- Herbert Rawlinson : Dupree
- Al Ernest Garcia : Jack Lee
- Eugenie Besserer : Alice Gray
- Mona Darkfeather : Jane Harkaway
- Anna Dodge : Mme Harkaway
- Bessie Eyton : Kitty
- Fred Huntley
- Frank Clark
- Fernando Galvez
- George Hernandez